# Adam Angst
Adam Angst ist eine 2014 gegründete deutsche Punk-Rock-Band.

## Geschichte
Gegründet wurde die Band 2014 von Sänger Felix Schönfuss, nachdem sich dessen eigentliche Band Frau Potz auf eine unbestimmte Pause geeinigt hatte. Nicht zuletzt aufgrund von Schönfuss' markanter Stimme, seinen Texten und einem generell ähnlichen Musikstil werden Adam Angst häufig mit Frau Potz verglichen, Schönfuss hat jedoch mehrmals in Interviews betont, dass er Adam Angst als eigenständiges Projekt und nicht bloß als Frau-Potz-Nachfolger ansieht. Die Abgrenzung zu Frau Potz wird – selbstironisch – im Song Punk mit den Zeilen „Und feuert euren Sänger, diesen irgendwas mit Fuß. / Frau Potz wurde ermordet für 'ne Boyband mit Tattoos.“ persifliert.
Der Name bezieht sich auf die von Schönfuss erfundene, fiktive Person „Adam Angst“, die den Durchschnittsbürger widerspiegeln soll. Er sei „(…) genau so wie wir. (…) Er ist scheinheilig, er ist überheblich und tut auch noch so als wäre er dein bester Freund!“
2015 veröffentlichte Adam Angst die Single Splitter von Granaten. Der gesamte Erlös wurde an Pro Asyl gespendet.
Die Band wurde im Februar 2015 mit der Veröffentlichung ihres Debütalbums beim Label Grand Hotel van Cleef bekannt, die sie mit einer Tour im März verbanden. Die anderen Bandmitglieder spielen auch bei FJØRT und Monopeople. Der Bassist Christian Kruse spielte zuvor bei Waterdown.
Im Jahr 2017 veröffentlichte Adam Angst gemeinsam mit der Band Donots eine Split-LP, die über die Plattenfirma Solitary Man Records der Donots und Warner Music veröffentlicht wurde. Es war die erste Veröffentlichung der Band bei einem Major-Label. 2018 folgte das zweite Album Neintology. Im Jahr 2023 erschien das dritte Album Twist.

## Diskografie

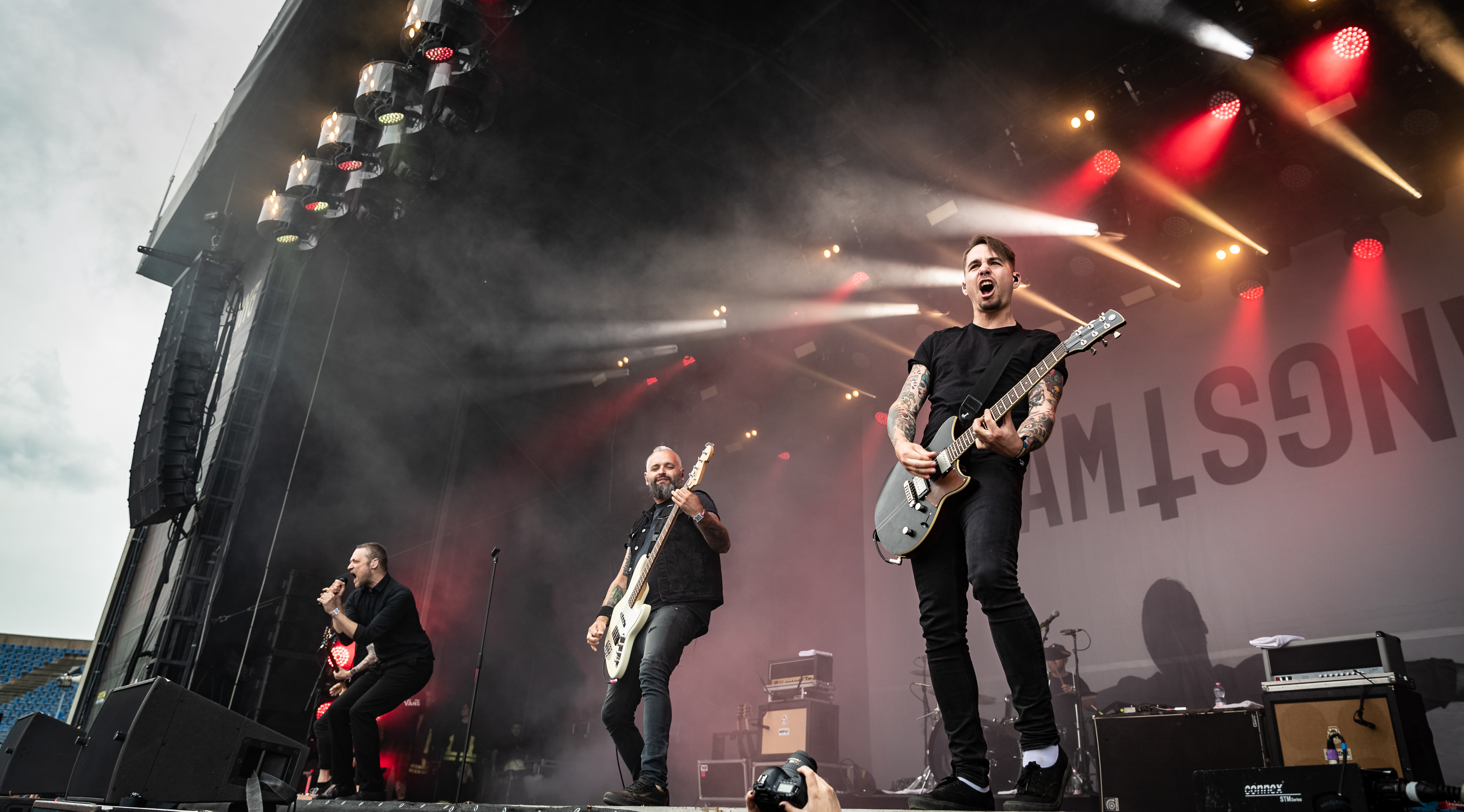
Adam Angst live bei Rock am Ring 2019

### Alben
| Jahr | Titel Musiklabel                 | Höchstplatzierung, Gesamtwochen, AuszeichnungChartsChartplatzierungen (Jahr, Titel, Musiklabel, Platzierungen, Wochen, Auszeichnungen, Anmerkungen) | Anmerkungen                              |
| Jahr | Titel Musiklabel                 | DE | Anmerkungen                              |
| ---- | -------------------------------- | --- | ---------------------------------------- |
| 2015 | Adam Angst Grand Hotel van Cleef | DE75 (1 Wo.)DE | Erstveröffentlichung: 20. Februar 2015   |
| 2018 | Neintology Grand Hotel van Cleef | DE29 (1 Wo.)DE | Erstveröffentlichung: 28. September 2018 |
| 2023 | Twist Grand Hotel van Cleef      | DE19 (1 Wo.)DE | Erstveröffentlichung: 17. November 2023  |

### Singles
- 2014: Ja ja, ich weiß
- 2015: Jesus Christus
- 2015: Splitter von Granaten
- 2018: Alexa
- 2018: Alle sprechen Deutsch
- 2023: Die Lösung für deine Probleme
- 2023: Wir sind zusammen
- 2023: Unter meinem Fenster
- 2025: Schmerz[5]

### Split
- 2017: Wir werden alle sterben (Split-Single feat. Donots, Warner Music Group)

## Bandmitglieder

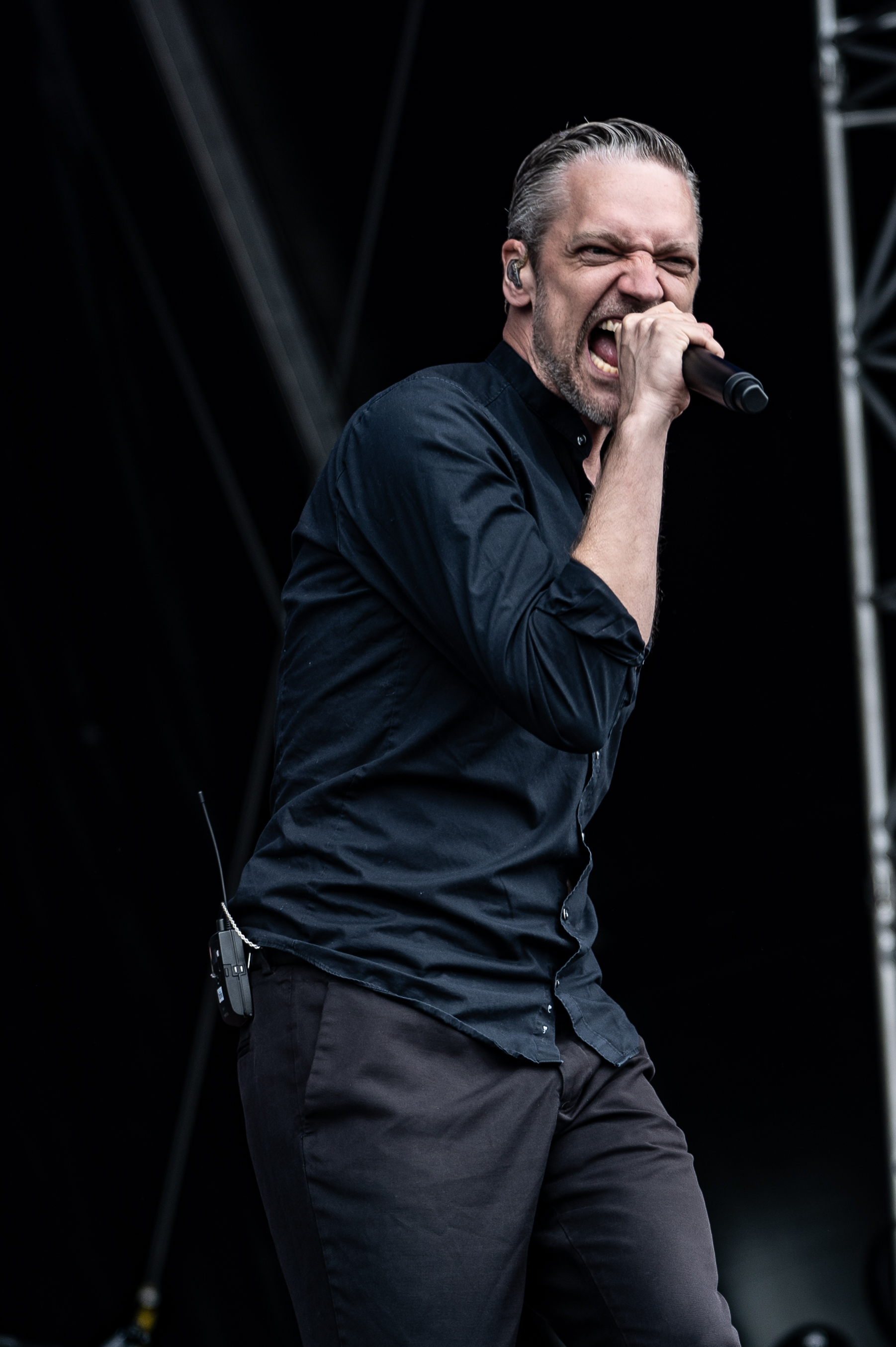
Felix Schönfuss
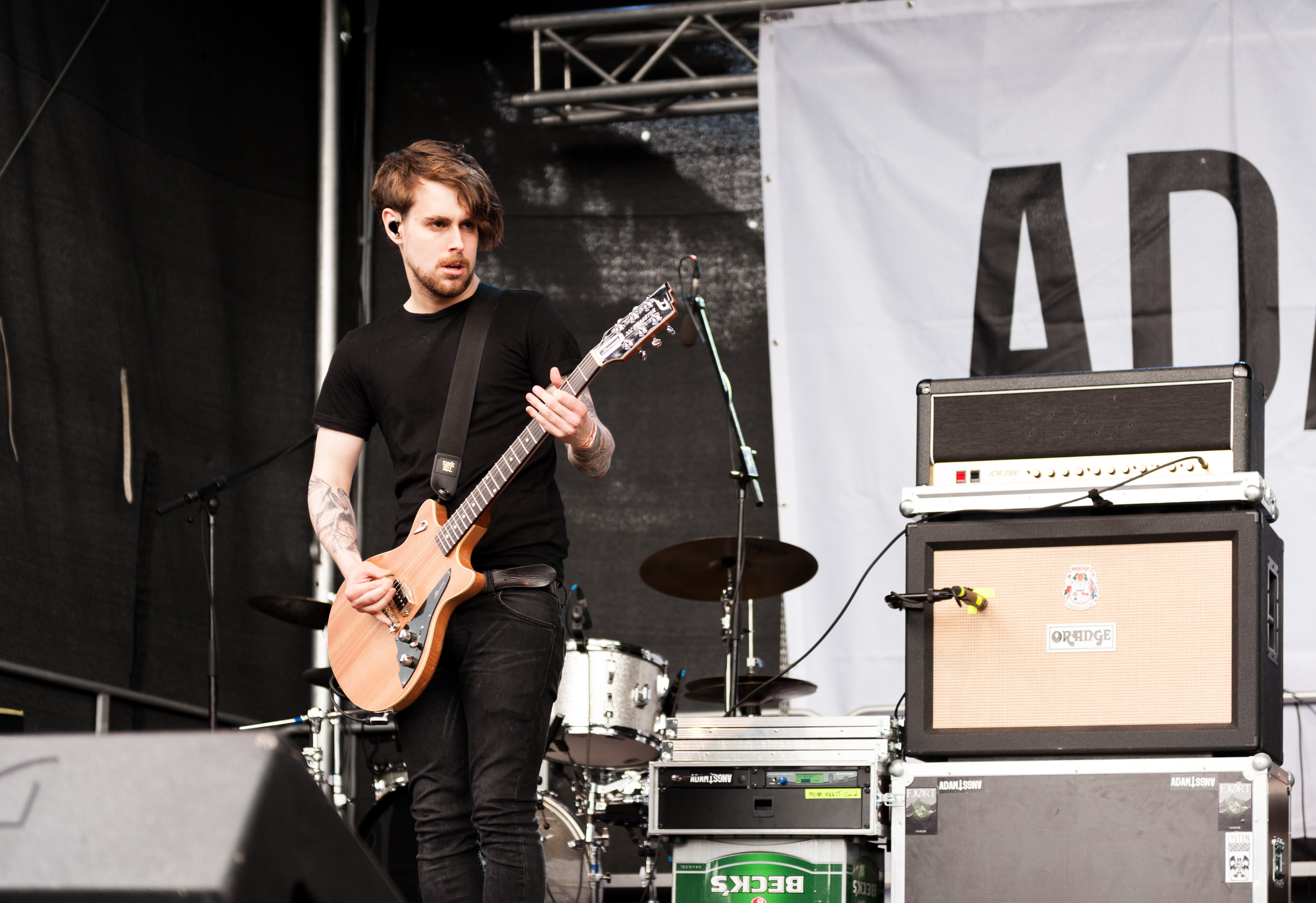
David Frings
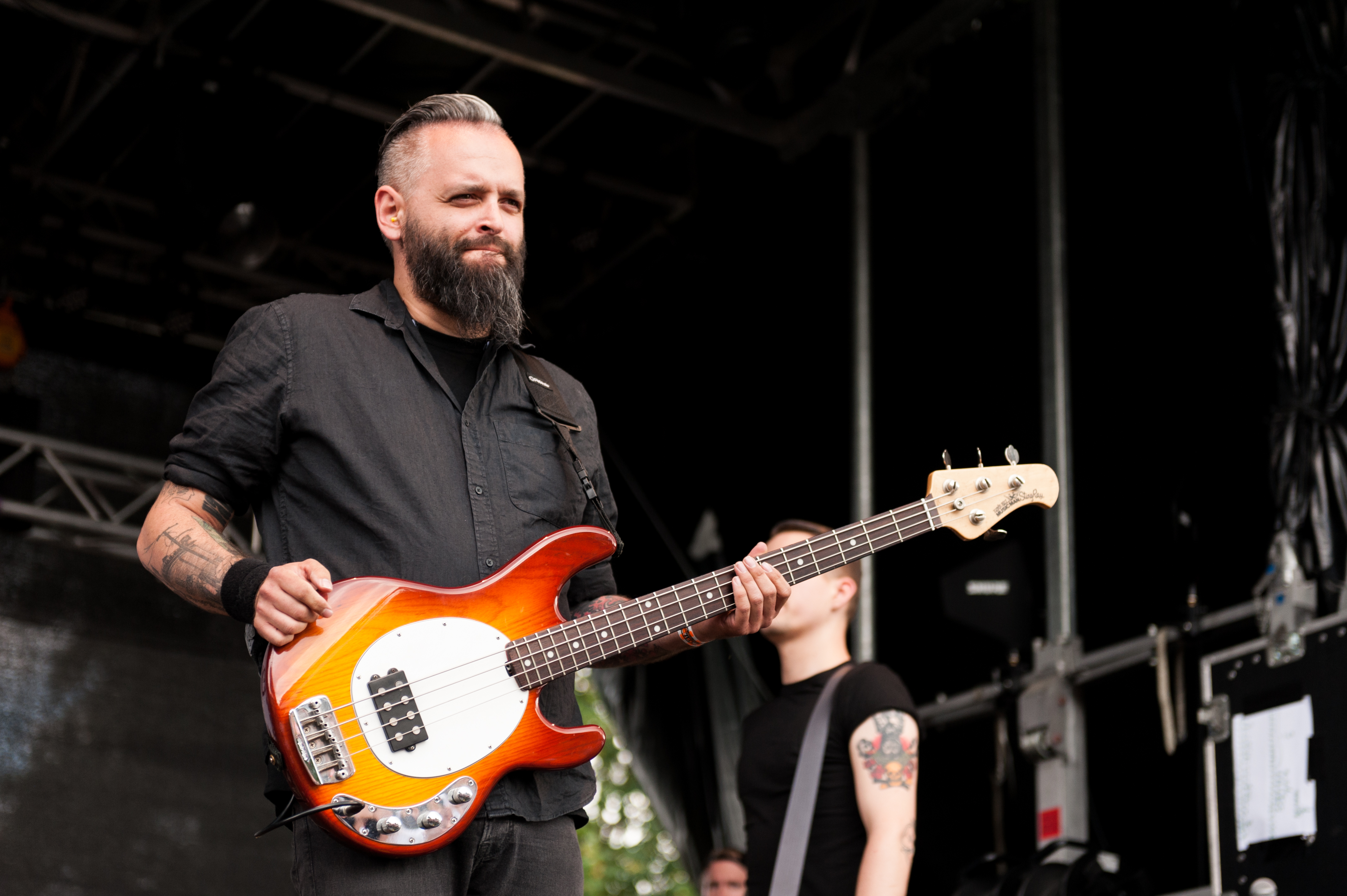
Christian Kruse
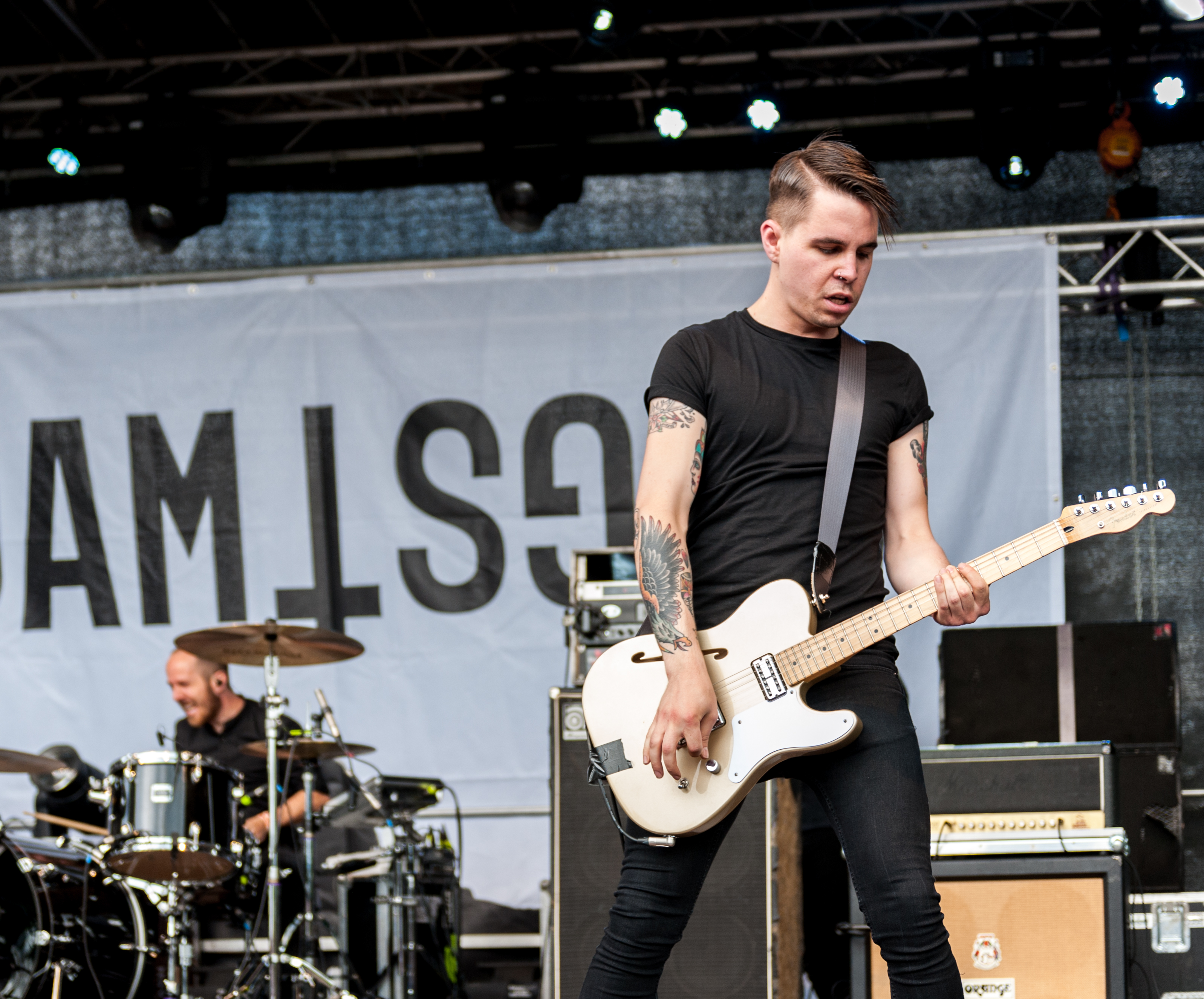
Roman Hartmann
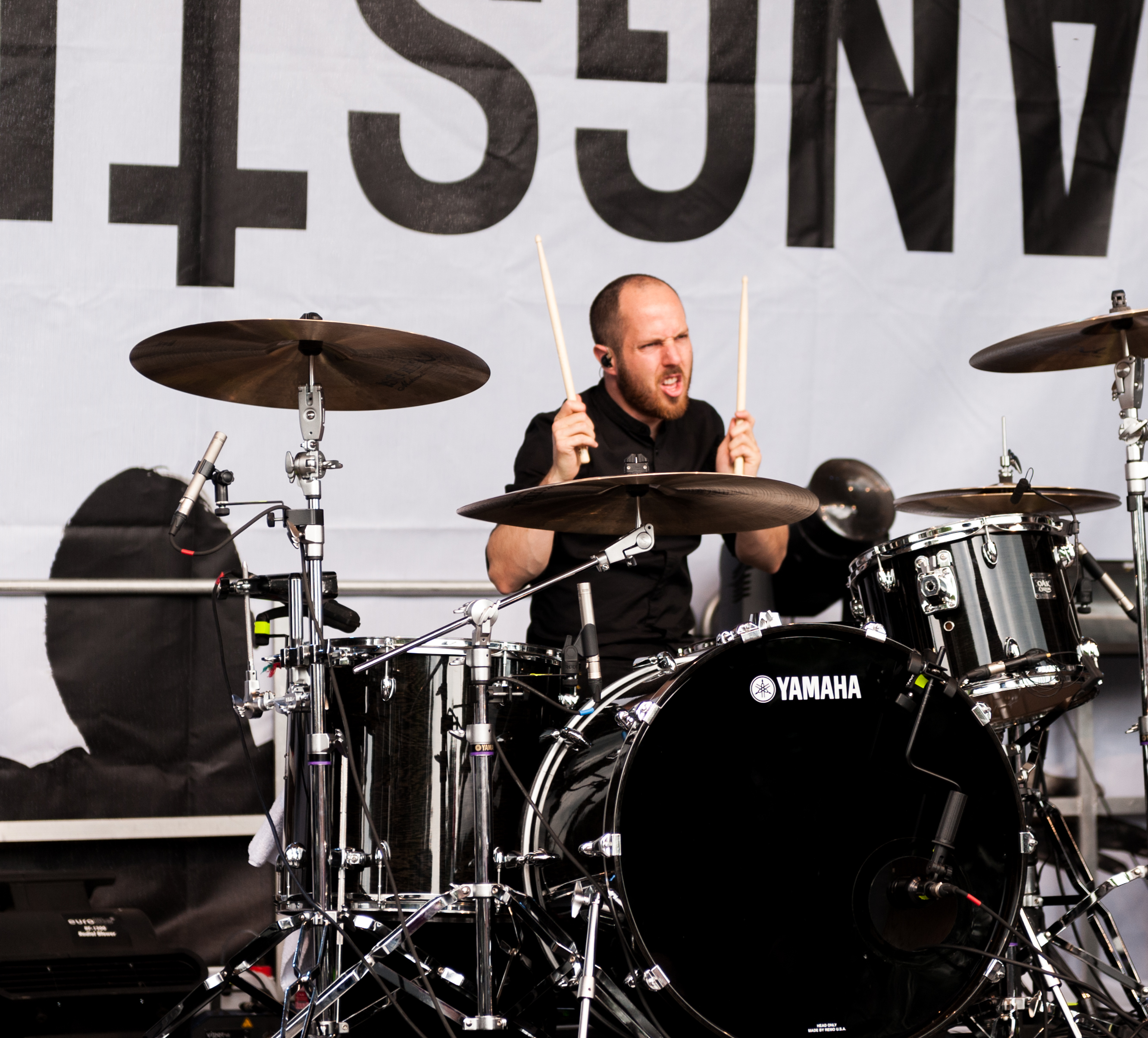
Johannes Koster